# Otto Seeck

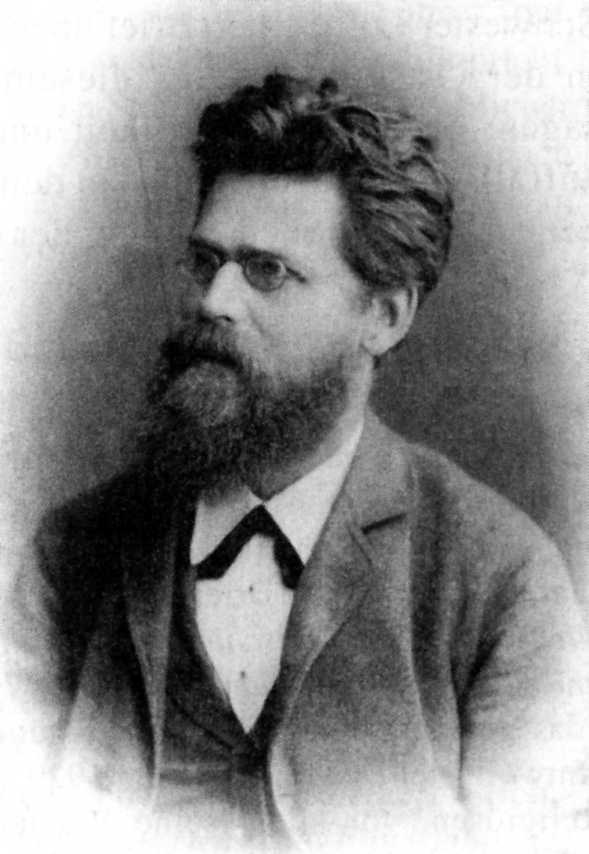
Otto Seeck

Otto Karl Seeck (Riga, 2 februari 1850 - Münster, 29 juni 1921) was een Duits historicus, die gespecialiseerd was in de geschiedenis van de oudheid.

## Werken (selectie)
- Quaestiones de notitia dignitatum, Proefschrift, Berlijn, 1872.
- Notitia dignitatum. Accedunt notitia urbis Constantinopolitanae et laterculi provinciarum, Berlijn, 1876 (unveränderter Nachdruck Frankfurt am Main 1962; Internet Archive).
- Die Kalendertafel der Pontifices, Berlijn, 1885 (Internet Archive).
- Die Quellen der Odyssee, Berlijn, 1887 (Internet Archive).
- Die Entwicklung der antiken Geschichtsschreibung und andere populäre Schriften, Berlijn, 1898.
- Die Briefe des Libanius zeitlich geordnet, Leipzig, 1906 (Internet Archive).
- Regesten der Kaiser und Päpste für die Jahre 311 bis 476 n. Chr.: Vorarbeit zu einer Prosopographie der christlichen Kaiserzeit, Stuttgart, 1919.
- Geschichte des Untergangs der antiken Welt, 6 delen, Stuttgart, 1895–1920 (meerdere heruitgaven) (Internet Archive).